# Ammoxenus amphalodes
Ammoxenus amphalodes je endemický druh pavouka žijící pouze v Jižní Africe. Dosahuje délky asi 5 mm a je úzkým potravním specialistou, neboť požírá pouze jeden druh termitů.

## Charakteristika druhu
Ammoxenus amphalodes má převážně hnědou barvu doplněnou světlými proužky. Jeho klepítka disponují ostny a slouží především k hrabání a k uchvácení kořisti. Je to velmi rychlý, běhavý pavouk žijící na a v písčitých půdách v blízkosti termitišť všekazů savanových (Hodotermes mossambicus). Na povrch vylézá jen v případě termití aktivity, jinak je zahrabán asi 1 až 2 centimetry hluboko v půdě. Jakmile zjistí přítomnost všekazů poblíž svého doupěte, a to zřejmě pomocí vibrací či pachových stop, které termiti vydávají, vyleze na povrch a začne mezi nimi svižně pobíhat. Někdy si vybere vhodnou kořist a pak na ní zaútočí. Kousne všekaze z boku za hlavičku do relativně měkké tkáně. Většinou trvá několik desítek sekund (30 až 80), než toto kousnutí termita zcela paralyzuje či usmrtí. Pavouk si následně oběť odtáhne k hnízdní dutině, zahrabe se s ní pod zem a vysaje jí. Někdy mrtvého termita pavouk uskladní v hedvábném kokonu.

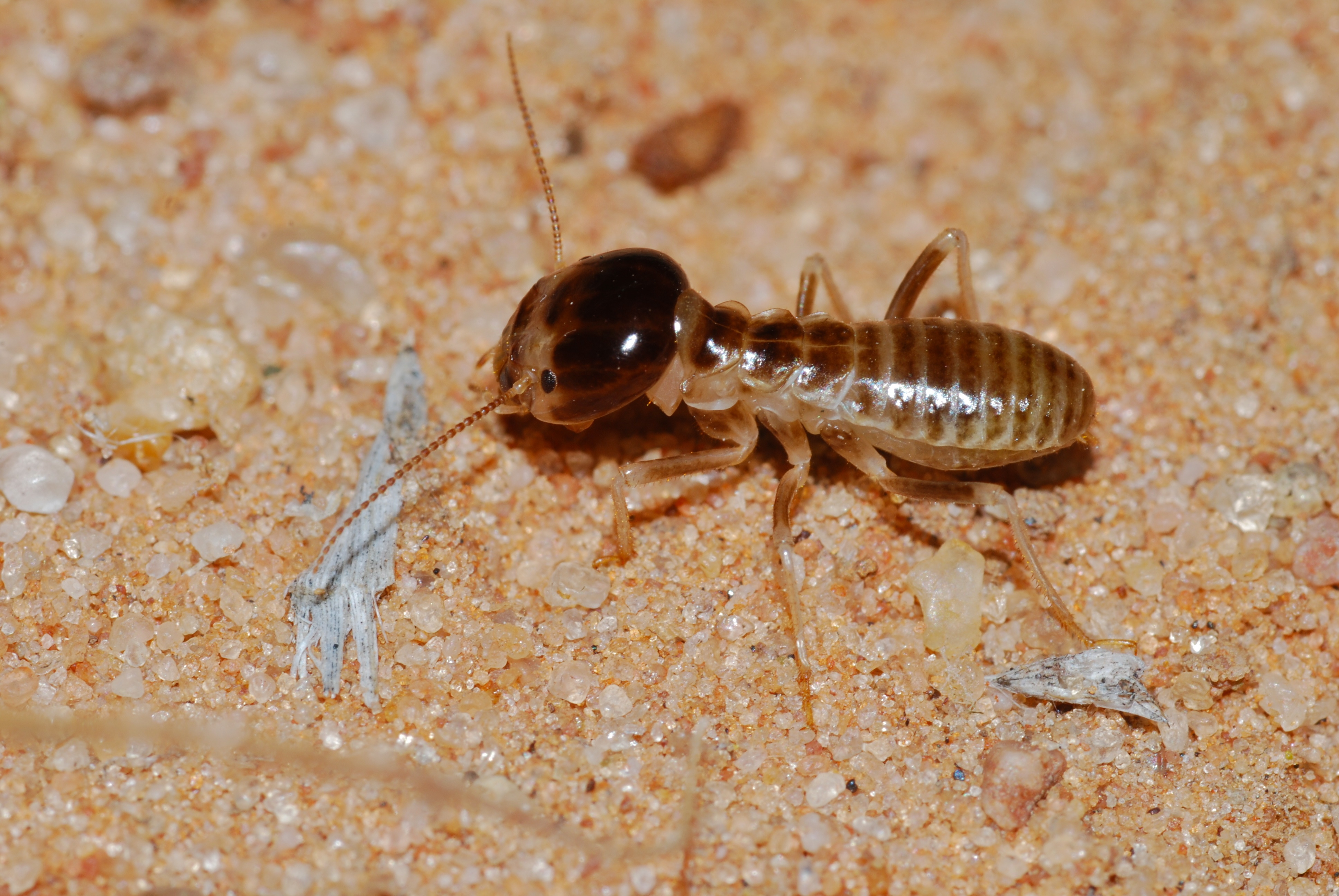
Termit druhu Hodotermes mossambicus je jedinou kořistí, kterou pavouk Ammoxenus amphalodes loví, tudíž je na jeho přítomnosti životně závislý.

Podle dosud zjištěných faktů jde o jediného monofágního predátora na Zemi, neboli o jediného masožravce, který loví pouze jeden druh kořisti. Pokud byla pavoukovi nabídnuta jakákoliv jiná možná kořist, včetně dalších druhů termitů, nikdy na ni nezaútočil, a když neměl přístup k všekazům savanovým, vždy nakonec uhynul hlady.

### Rozmnožování
Pavoučí samičky kladou svá vajíčka v počtu 8 až 12 kusů do hedvábného kokonu, který pak umístí do kopečků písčité půdy vytvořených všekazy. V jednom kopečku může být najednou až 15 kokonů. Rozmnožování probíhá od května do července, tedy v pozdně podzimních resp. zimních měsících. Samice se o kokon dále nestará. Po 30 dnech se začnou líhnout malí pavouci. Již od narození se živí výhradně termity všekazy savanovými, přestože jsou zpočátku výrazně menší než oni.